# Peking–Sicsiacsuang nagysebességű vasútvonal
A Peking–Sicsiacsuang nagysebességű vasútvonal vagy más néven Csingsi (Jingshi) nagysebességű vasútvonal (egyszerűsített kínai írással: 京石客运专线; tradicionális kínai írással: 京石客運專線; pinjin: Jīng-Shí Kèyùn Zhuān Xiàn) 281 km hosszú kétvágányú, 25 kV 50 Hz-cel villamosított nagysebességű vasútvonal Kínában.
A vasútvonal 281 km hosszú és Pekinget köti össze Sicsiacsuang (Shijiazhuang)gal. A forgalom 2012. december 26-án indult meg. A teljes költség 43,87 milliárd jüan vagy 6,42 milliárd amerikai dollár. A tervezett sebesség 350 km/h, mely lehetővé teszi, hogy az eljutási idő a két város között a jelenlegi két óráról egy órára csökkenjen. A vonal része a 2300 km hosszú Peking–Kanton nagysebességű vasútvonalnak.